# Рыбацкое (Ленинский район)
Рыба́цкое (до 1948 года Араба́т; укр. Рибацьке, крымскотат. Arabat, Арабат) — исчезнувшее село в Ленинском районе Республики Крым, располагавшееся на западе района, в начале Арабатской стрелки, с западной стороны Арабатской крепости.

## История
Впервые в доступных источниках селение встречается на карте 1836 года, где в деревне Арабат (русский) 25 дворов и почтовая станция, как и на карте 1842 года.
В 1860-х годах, после земской реформы Александра II, деревню приписали к Владиславской волости. Согласно «Списку населённых мест Таврической губернии по сведениям 1864 года», составленному по результатам VIII ревизии 1864 года, Арабат — владельческая русская деревня с 9 дворами, 46 жителями и почтовой станцией при Азовском море и Сивашах. На трёхверстовой карте Шуберта 1865—1876 года в деревне Арабат обозначено 29 дворов. По «Памятной книге Таврической губернии 1889 года», по результатам Х ревизии 1887 года, в деревне Арабат числилось 9 дворов и 66 жителей. По «…Памятной книжке Таврической губернии на 1892 год» в деревне Арабат, входившей в Арма-Элинское сельское общество, жителей и домохозяйств не числилось, а в не входившем в сельское общество Арабате — 6 безземельных.
После земской реформы 1890-х годов деревня осталась в составе преобразованной Владиславской волости.
По «…Памятной книжке Таврической губернии на 1902 год» в деревне Арабат, находившейся в частном владении, числилось 92 жителя, домохозяйств не имеющих. На 1914 год в селении действовало земское училище. По Статистическому справочнику Таврической губернии. Ч.II-я. Статистический очерк, выпуск пятый Феодосийский уезд, 1915 год, в деревне Арабат Владиславской волости Феодосийского уезда числилось 19 дворов (4 двора с землёй, 15 — безземельные) с русским населением в количестве 124 человек «посторонних» жителей, из которых 60 мужчин и 64 женщины. Жители владели 160 десятинами удобной земли. В хозяйствах имелось 50 лошадей, 40 волов, 60 коров и 68 голов овец, свиней, или коз.
После установления в Крыму Советской власти, по постановлению Крымревкома от 8 января 1921 года была упразднена волостная система и село вошло в состав вновь созданного Владиславовского района Феодосийского уезда, а в 1922 году уезды получили название округов. 11 октября 1923 года, согласно постановлению ВЦИК, в административное деление Крымской АССР были внесены изменения, в результате которых округа ликвидировались и Владиславовский район стал самостоятельной административной единицей. Декретом ВЦИК от 04 сентября 1924 года «Об упразднении некоторых районов Автономной Крымской С. С. Р.» в октябре 1924 года район был преобразован в Феодосийский и село включили в его состав. Согласно Списку населённых пунктов Крымской АССР по Всесоюзной переписи 17 декабря 1926 года, в селе Арабат, Ак-Монайского сельсовета Феодосийского района, числилось 26 дворов, из них 25 крестьянских, население составляло 114 человек, из них 109 русских, 3 украинца, 1 немец, 1 грек. Постановлением ВЦИК «О реорганизации сети районов Крымской АССР» от 30 октября 1930 года (по другим сведениям 15 сентября 1931 года) Феодосийский район упразднили и село включили в состав Ленинского.
С 25 июня 1946 года селение в составе Крымской области РСФСР. Указом Президиума Верховного Совета РСФСР от 18 мая 1948 года, Арабат переименовали в Рыбацкое. 26 апреля 1954 года Крымская область была передана из состава РСФСР в состав УССР. Исключено из учётных данных в 1963 году в период (согласно справочнику «Крымская область. Административно-территориальное деление на 1 января 1968 года» — с 1954 по 1968 год, как село Семисотского сельсовета).

### Динамика численности населения
| - 1864 год — 46 чел. - 1889 год — 66 чел. - 1892 год — 6 чел. | - 1902 год — 92 чел. - 1915 год — 0/124 чел. - 1926 год — 114 чел. |